# Bur Nibrekeng
Bur Nibrekeng är ett berg i Indonesien.   Det ligger i provinsen Aceh, i den västra delen av landet, 1 600 km nordväst om huvudstaden Jakarta. Toppen på Bur Nibrekeng är 2 150 meter över havet.
Terrängen runt Bur Nibrekeng är huvudsakligen lite bergig.Runt Bur Nibrekeng är det mycket glesbefolkat, med 2 invånare per kvadratkilometer. I omgivningarna runt Bur Nibrekeng växer i huvudsak städsegrön lövskog.